# Monzonito
Monzonito é uma rocha ígnea intrusiva de composição intermédia. É constituída por quantidades aproximadamente iguais de plagioclase sódica a intermédia e ortoclase, com quantidades menores de horneblenda, biotita e outros minerais. O quartzo é um constituinte menor ou está ausente; quando o teor de quartzo é superior a 10% a rocha designa-se quartzomonzonito. 
Com o aumento de ortoclase ou de feldspatos potássicos na composição passa-se a ter sienito. Com o aumento de plagioclase cálcica e de minerais máficos passamos a ter um diorito. 
O equivalente vulcânico do monzonito é o latito.